# Sandakällan

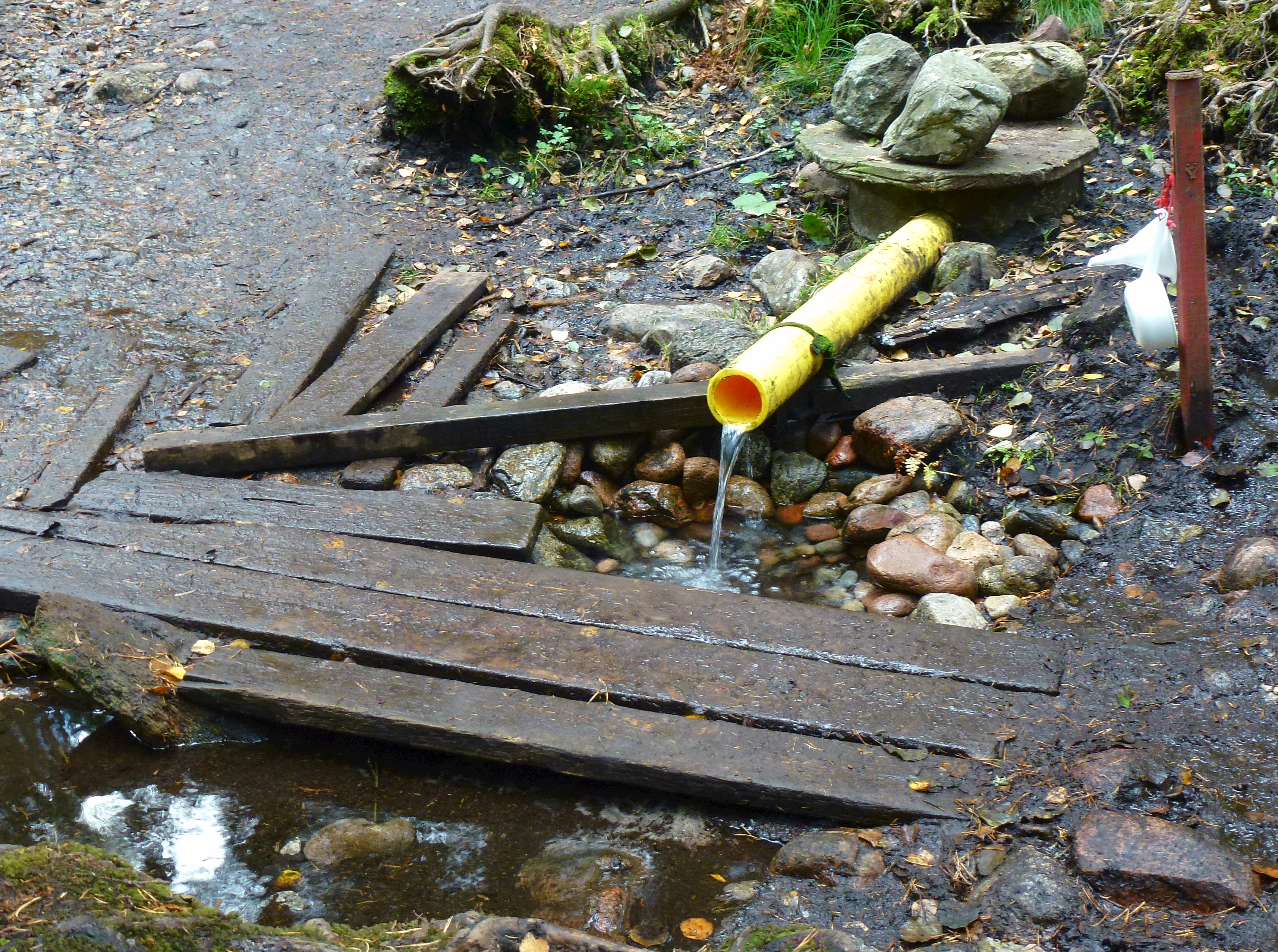
Sandakällan i oktober 2015.

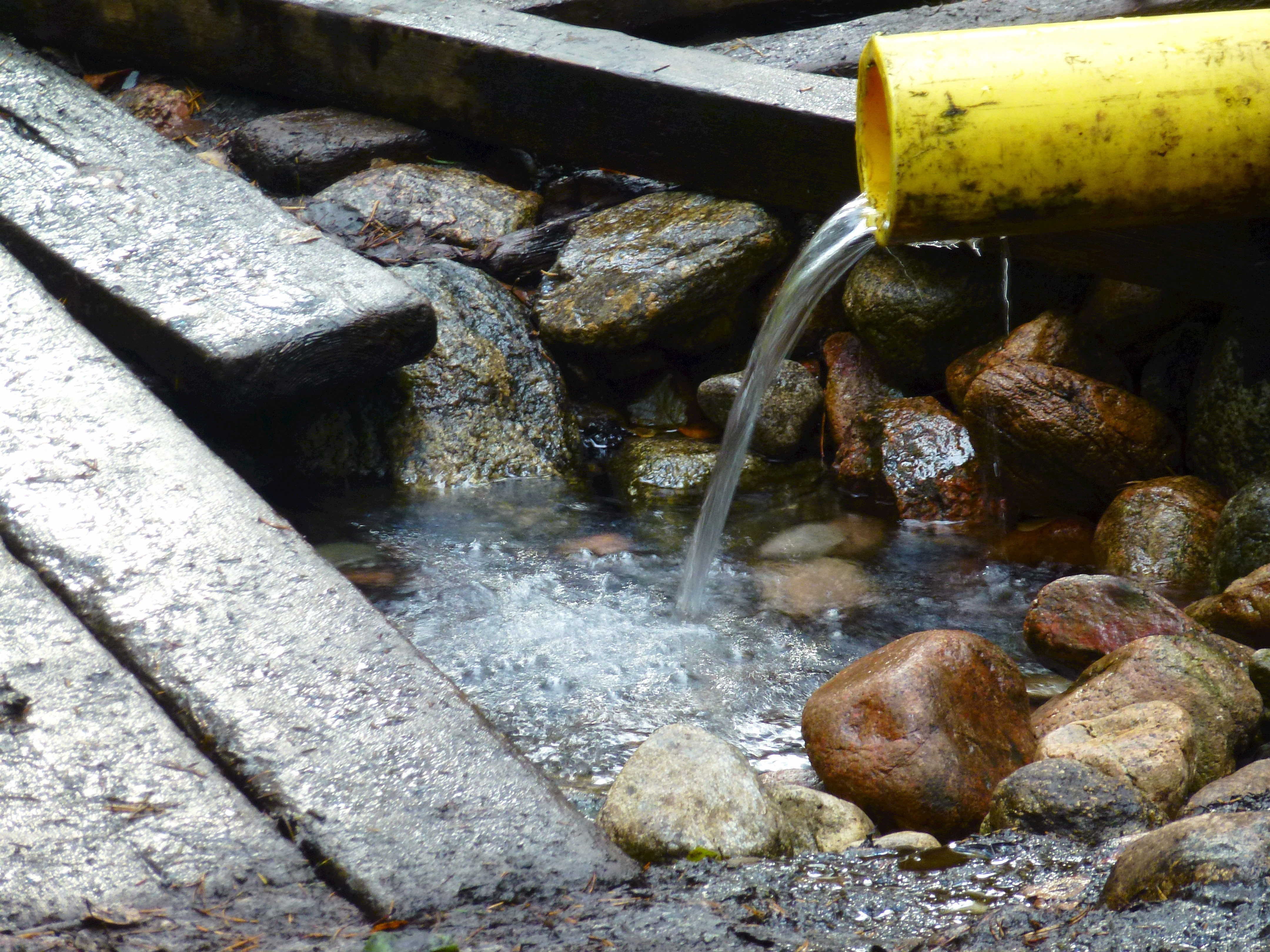
Sandakällan.

Sandakällan är en kallvattenkälla vid Sörmlandsleden intill Sandasjön i Nacka kommun. 

## Beskrivning
Sandakällaren framspringer ur en utlöpare av Stockholmsåsen som sträcker sig i nord-sydlig riktning genom området. Vattnet rinner från ett rör ner mot Sandasjön som ligger strax öster om källan. Sandakällan har funnits och lockat besökare under mycket lång tid. 
En naturlig källa som denna har ansetts vara helig och enligt folktron kunde den bota sjukdomar. Sandakällan är dock ingen ”äkta” helig källa eftersom dess vatten inte rinner mot norr utan mot öster. Någon undergörande eller hälsobringande effekt är inte heller dokumenterad. Det tas inga regelbundna vattenprover från källan..